# Havdala

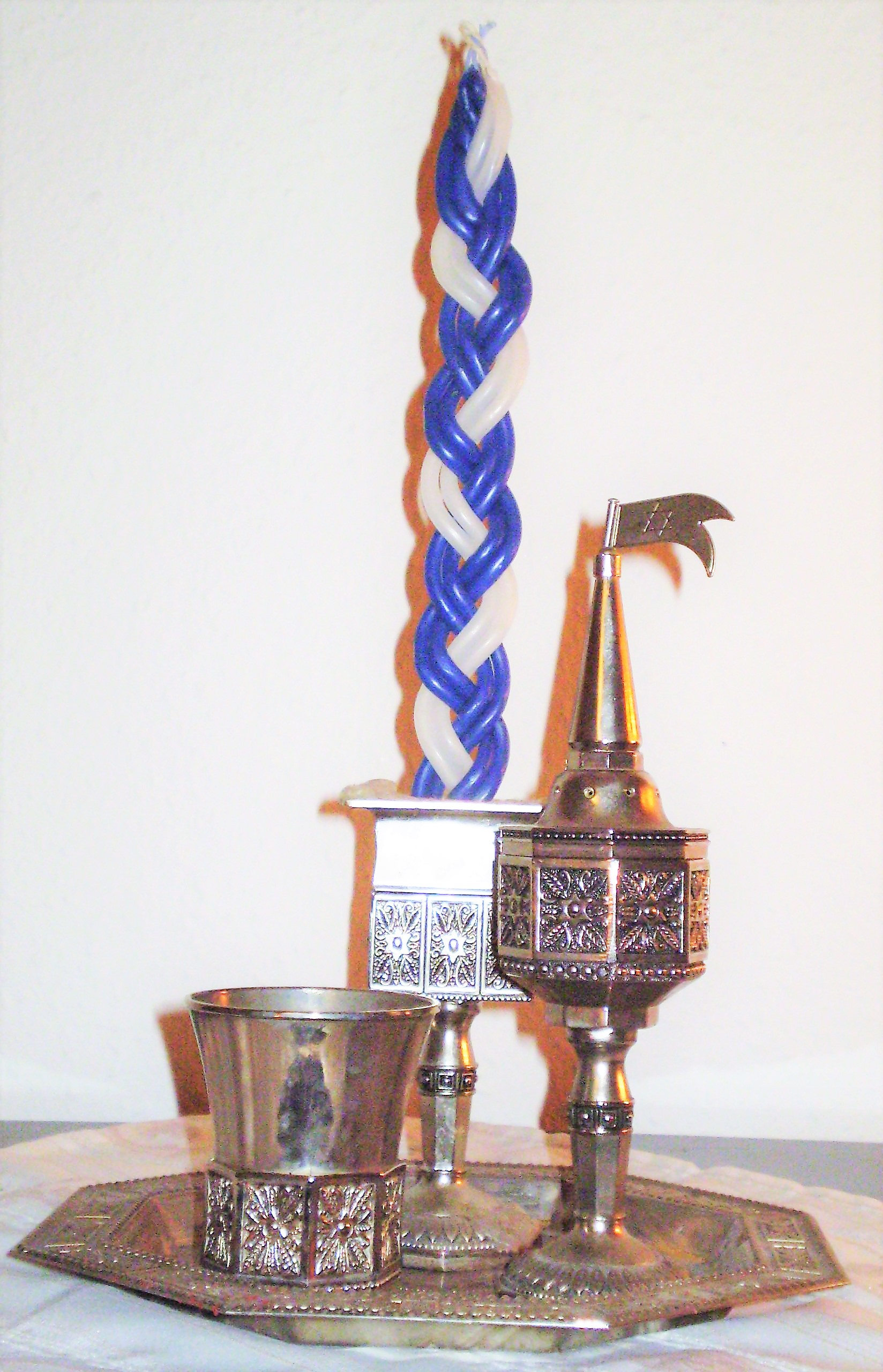
Bohoslužebný pohár s příslušenstvím

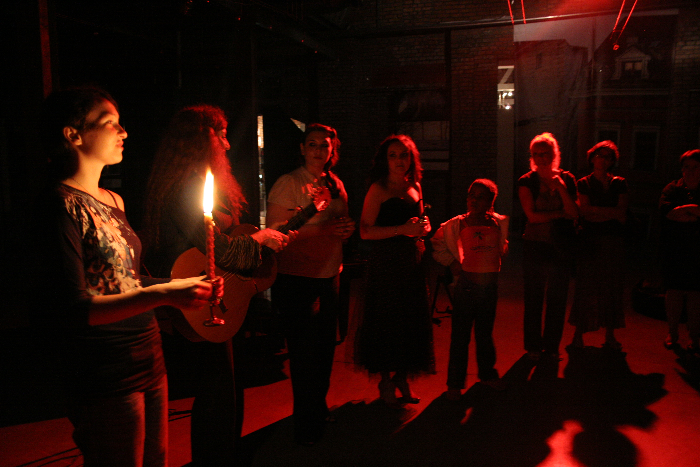
Věřící při svátku Havdala (Polsko, 2009)

Havdala (hebrejsky הַבְדָּלָה, doslova „odlišení“ či „oddělení“, v jidiš Hawdole‎) je název obřadu, kterým židé zakončují Šabat a ostatní své náboženské svátky. Jedná se o ceremonii, kterou zavedl Sanhedrin již ve starověku. Součástí obřadu je vždy požehnání nad pohárem vína, pouze v nouzovém případě může být toto požehnání nahrazeno požehnáním nad ovocnou šťávou, mlékem nebo jiným místním nápojem vyjma vody, a také závěrečné požehnání zdůrazňující rozlišení svatého a všedního.

## charakteristika
Při ukončení Šabatu se navíc na úvod cituje několik veršů z Tanachu a nedílnou součástí obřadu je též požehnání nad „vonným kořením“ (hebrejsky בְּשָׂמִים, BESAMIM) a požehnání nad světlem ze šesti zapálených knotů proplétané svíce, které symbolizují šest pracovních dní. O Šabatu totiž platí zákaz rozdělávat oheň, avšak zapálením havdalové svíce na konci Šabatu se tato zakázaná činnost znovu povoluje. Mimo Šabat se požehnání nad světlem pronáší ještě na závěr Jom kipur - v tomto případě se požehnání říká nad svící, jež hořela po celý den svátku, nebo nad svící, která byla od této svíce zapálena.
Po havdale byl v sefardských komunitách zaveden zvyk zpěvu písně ELIJAHU HA-NAVI („Elijáši, proroku!“) a modlitby žalmu 46, jež vyjadřuje naději v brzký příchod proroka Elijáše.